# Yael Stone

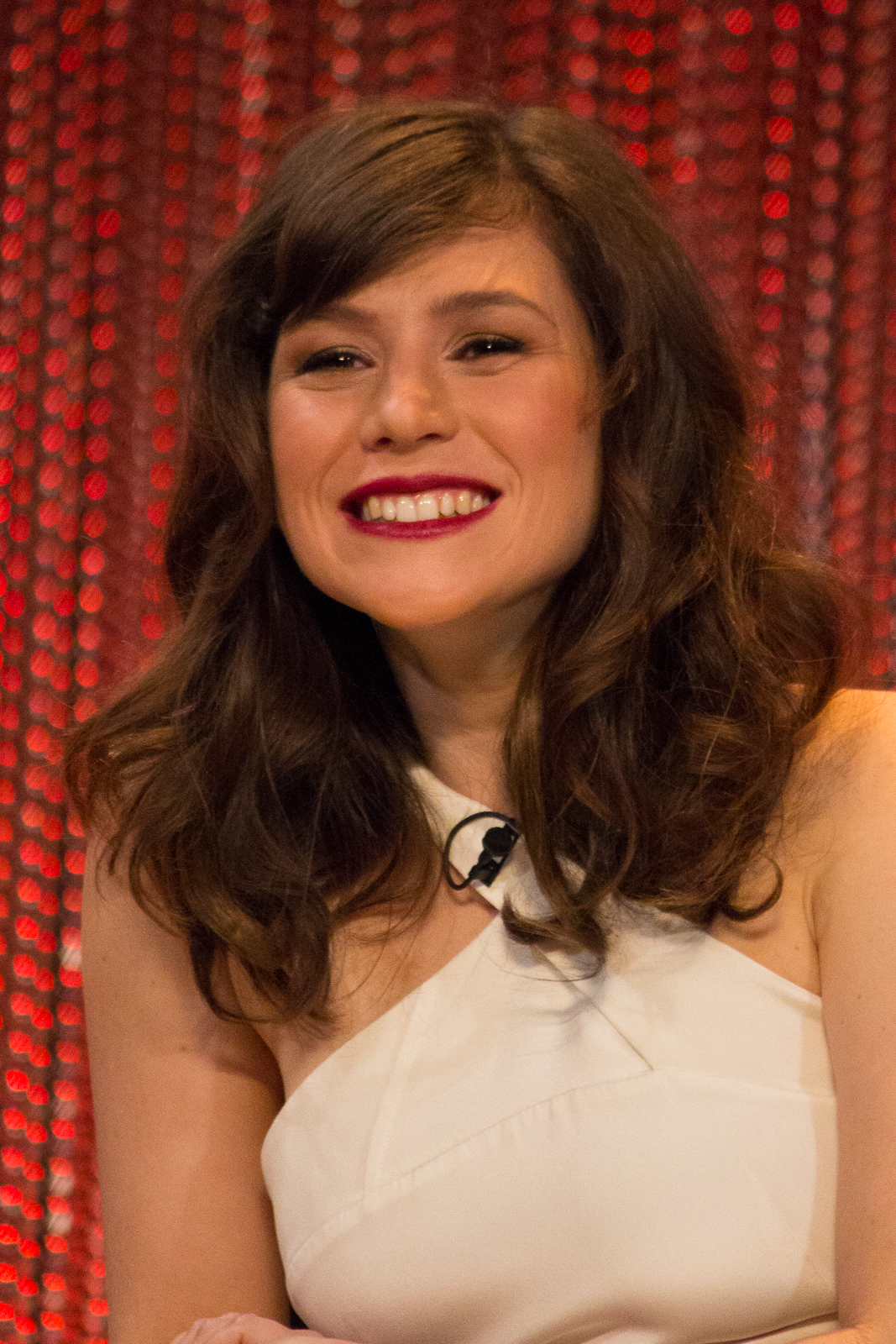
Yael Stone

Yael Stone (* 6. März 1985 in Sydney) ist eine australische Schauspielerin. Sie hat in mehreren australischen Theaterproduktionen mitgewirkt. Außerhalb des Theaters ist ihre bekannteste Rolle die der Lorna Morello in der Netflix-Serie Orange Is the New Black.

## Leben
Yael Stone wuchs in Sydney auf. Hier besuchte sie die Newtown High School of the Performing Arts und das National Institute of Dramatic Art. Ihr Bruder, Jake Stone ist der Leadsänger der Band Bluejuice. Auch ihre Schwester Elana Stone ist Musikerin. Stone war von 2012 bis 2016 mit dem australischen Schauspieler Dan Spielman verheiratet.

## Karriere
Stone fing in ihrer Kindheit mit dem Schauspielen an. Hier hatte sie Rollen in dem Film Mein Leben auf zwei Wegen und in der Miniserie The Farm. Danach hat sie hauptsächlich in australischen Theaterstücken mitgewirkt.
2008 hat sie bei den Sydney Theatre Awards Auszeichnungen für die beste Newcomerin und die beste Nebendarstellerin gewonnen.
Im Dezember 2011 ist Stone nach New York City umgezogen. Hier wurde sie für die Netflix-Webserie Orange Is the New Black gewonnen.

## Filmografie
- 1999: Mein Leben auf zwei Wegen (Me Myself I)
- 2001: The Farm (Miniserie)
- 2007: West
- 2007–2008: All Saints (Fernsehserie, 14 Episoden)
- 2010–2011: Spirited (Fernsehserie, 13 Episoden)
- 2013–2019: Orange Is the New Black (Fernsehserie, 75 Episoden)
- 2015: Childhood’s End (Fernsehminiserie, 2 Episoden)
- 2016: Deep Water (Miniserie, 4 Episoden)
- 2017: The Wilde Wedding
- 2018: Picnic at Hanging Rock (Fernsehserie, 6 Episoden)
- 2021: Die Fungies! (The Fungies!, Fernsehserie, Episode 3x05 Beefy Cruise)
- 2021–2022: Firebite (Fernsehserie, 8 Episoden)
- 2022: Blacklight
- 2022: Blaze
- 2023: Wellmania (Fernsehserie, Episode 1x06 Life and Death)
- 2023: Bay of Fires (Fernsehserie, 2 Episoden)
- 2023: One Night (Fernsehserie, 6 Episoden)
- 2024: The Correspondent